# 3 (album Grammatika)
3 – trzeci album studyjny polskiej grupy muzycznej Grammatik. Wydawnictwo ukazało się 17 lutego 2005 roku nakładem wytwórni muzycznej EmbargoNagrania.
Płytę poprzedził singel pt. „Dedykowane...”. Produkcji nagrań podjęli się Kociołek, Kixnare, Joter, Bitnix, Flamaster, DJ Haem oraz Zjawin. Natomiast za scratche odpowiedzialny był Daniel Drumz.
Na płycie w dwóch utworach – „2004”, „Hooker&Gondorff” – jest wzmianka o czeskim pisarzu Bohumilu Hrabalu. W wywiadzie dla portalu Hip-hop.pl Eldo przyznał, że utwór „2004” był zainspirowany meczem Czechy – Holandia, a pisarz był wielkim fanem piłki nożnej i mógłby cieszyć się ze zwycięstwa reprezentacji jego kraju. „Hooker&Gondorf” dotyczy historii, która mogła się wydarzyć w Pradze. O czeskim pisarzu Eldo mówi: „Hrabal to koty, wrażliwość, mądrość, miłość do człowieka, polecam jego książki, warto przeczytać. A pojawia się, bo po prostu jego twórczość towarzyszy mi w wielu momentach życia.”.
Nagrania dotarły do 6. miejsca zestawienia OLiS sprzedając się w nakładzie 8 tys. egzemplarzy.

## Lista utworów
Opracowano na podstawie materiału źródłowego.
1. „Od ostatniego spotkania” (rap: Eldo, Jotuze, produkcja: Kociołek, miksowanie: Noon, mastering: Mikołaj Skalski) – 4:40
2. „3” (rap: Eldo, Jotuze, produkcja: Kixnare, miksowanie: Noon, mastering: Mikołaj Skalski) – 3:10
3. „Dedykowane...” (rap: Eldo, Jotuze, produkcja: Kociołek, miksowanie: Noon, mastering: Mikołaj Skalski) – 3:10
4. „2004” (rap: Eldo, Jotuze, produkcja: Kixnare, miksowanie: Noon, mastering: Mikołaj Skalski) – 1:52
5. „Sposoby” (rap: Eldo, Jotuze, produkcja: Joter, miksowanie: Noon, mastering: Mikołaj Skalski) – 3:53
6. „Tak po prostu” (rap: Eldo, Jotuze, produkcja: Kociołek, miksowanie: Noon, mastering: Mikołaj Skalski) – 3:02
7. „Papierosy” (rap: Eldo, Jotuze, produkcja: Bitnix, miksowanie: Noon, mastering: Mikołaj Skalski) – 4:11
8. „Kondycja” (rap: Eldo, Jotuze, produkcja: Flamaster, miksowanie: Noon, mastering: Mikołaj Skalski) – 4:19
9. „Hooker & Gondorff” (rap: Eldo, Jotuze, produkcja: DJ Haem, miksowanie: Noon, mastering: Mikołaj Skalski) – 3:52
10. „Pod presją” (rap: Eldo, Jotuze, produkcja: Kociołek, miksowanie: Noon, mastering: Mikołaj Skalski) – 3:52
11. „Rozum ponad materią” (rap: Eldo, Jotuze, produkcja: Zjawin, miksowanie: Noon, mastering: Mikołaj Skalski) – 3:47
12. „Dedykowane... (Wersja B)” (rap: Eldo, Jotuze, produkcja: Kociołek, miksowanie: Noon, mastering: Mikołaj Skalski) – 3:12